# Amsacta insolatana
Amsacta insolatana är en fjärilsart som beskrevs av Embrik Strand. Amsacta insolatana ingår i släktet Amsacta och familjen björnspinnare. Inga underarter finns listade i Catalogue of Life.